# Hersin-Coupigny
Hersin-Coupigny is een gemeente in het Franse departement Pas-de-Calais (regio Hauts-de-France). De plaats maakt deel uit van het arrondissement Lens. Hersin-Coupigny telde op 1 januari 2022 6.098 inwoners.

## Geografie
De oppervlakte van Hersin-Coupigny bedroeg op 1 januari 2022 12,02 vierkante kilometer; de bevolkingsdichtheid was toen 507,3 inwoners per km².

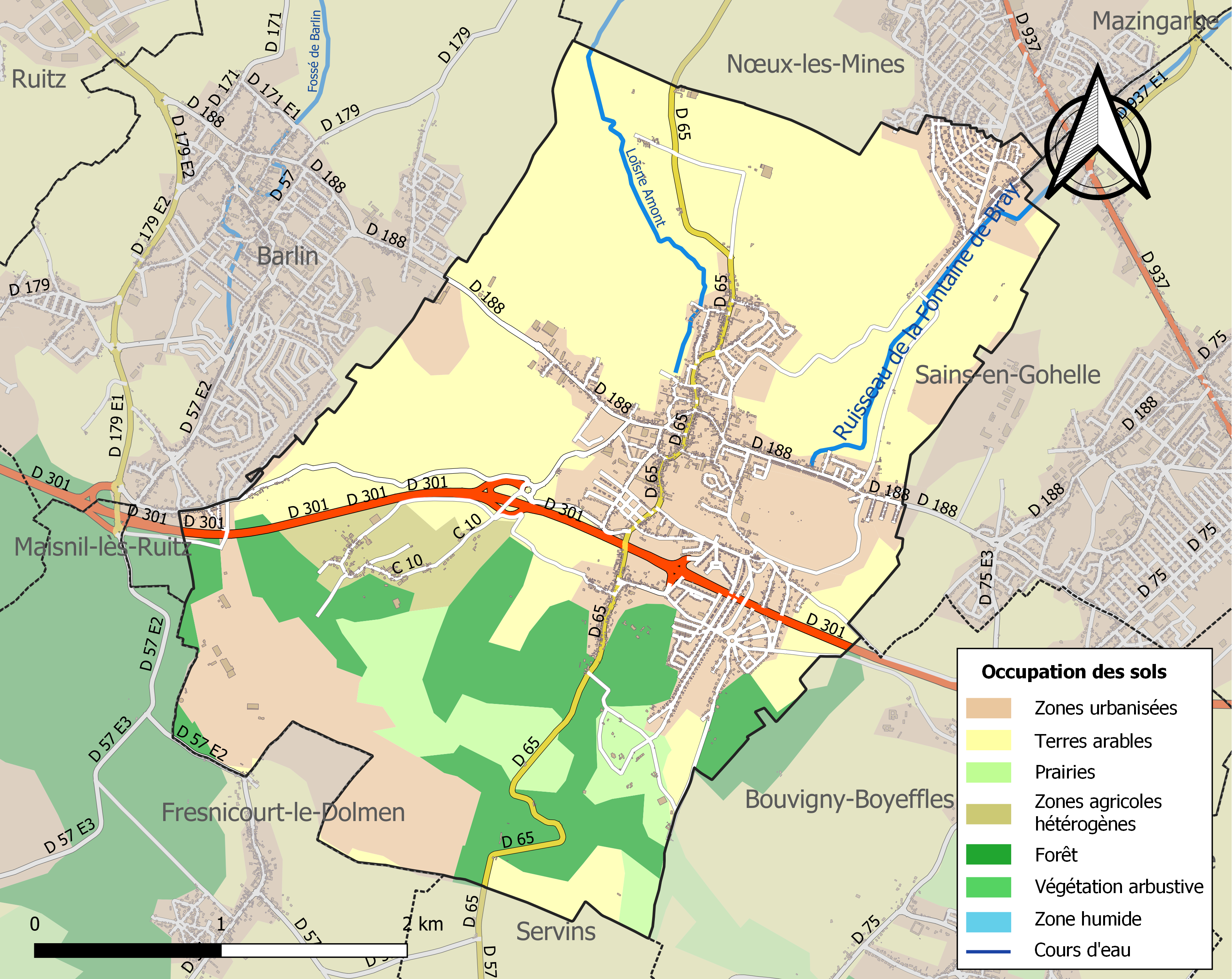
Kaart van de gemeente met belangrijkste infrastructuur, bodemgebruik en omliggende gemeenten

## Demografie
Onderstaande figuur toont het verloop van het inwonertal (bron: INSEE-tellingen).